# اکوویل، کالوادوس
اکوویل، کالوادوس (به فرانسوی: Acqueville, Calvados) یک کمون در فرانسه است که در Canton of Thury-Harcourt واقع شده‌است.

## خصوصیات
اکوویل ۶٫۶۵ کیلومترمربع مساحت و ۱۸۶ نفر جمعیت دارد و ۱۵۰ متر بالاتر از سطح دریا واقع شده‌است.

## نگارخانه

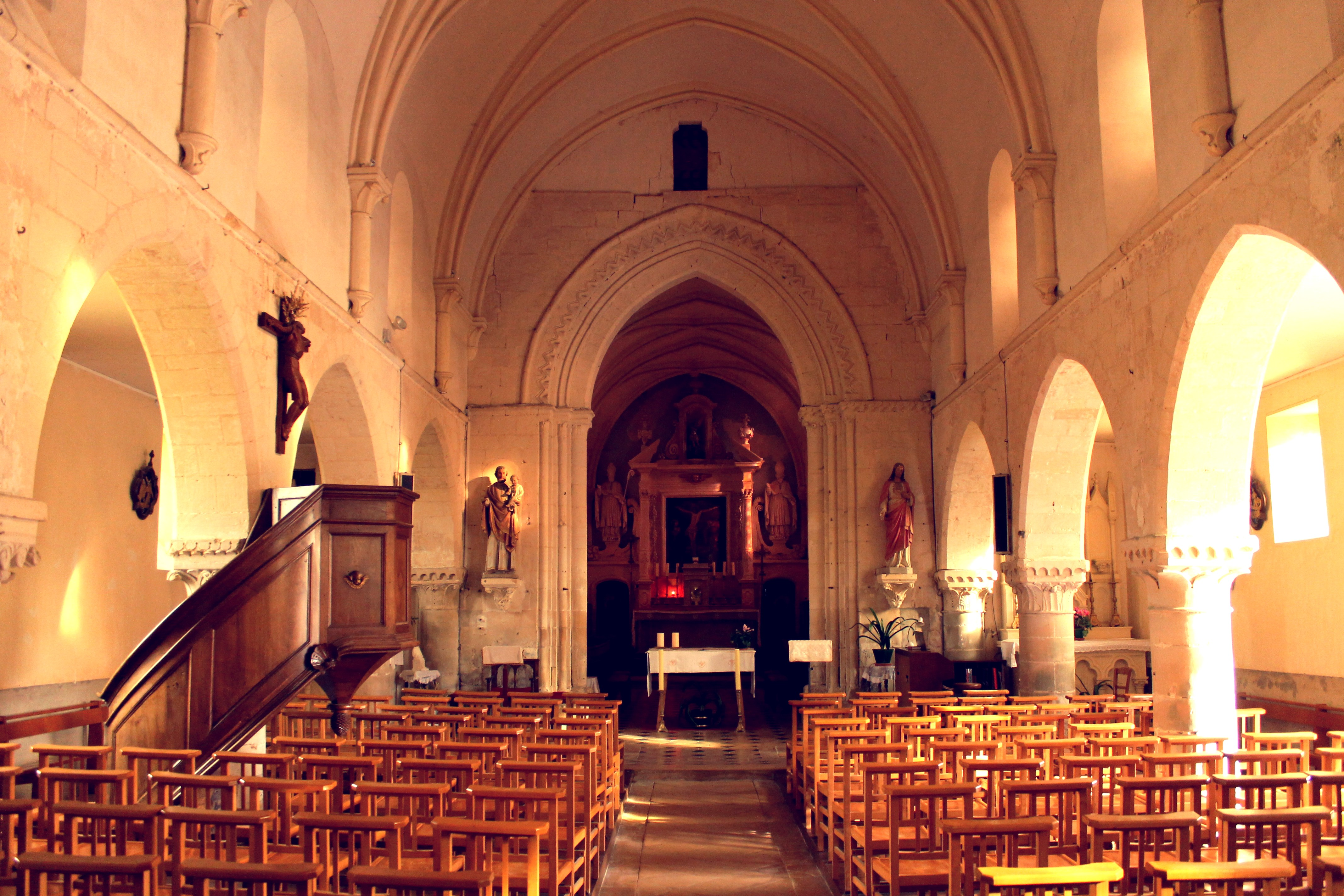
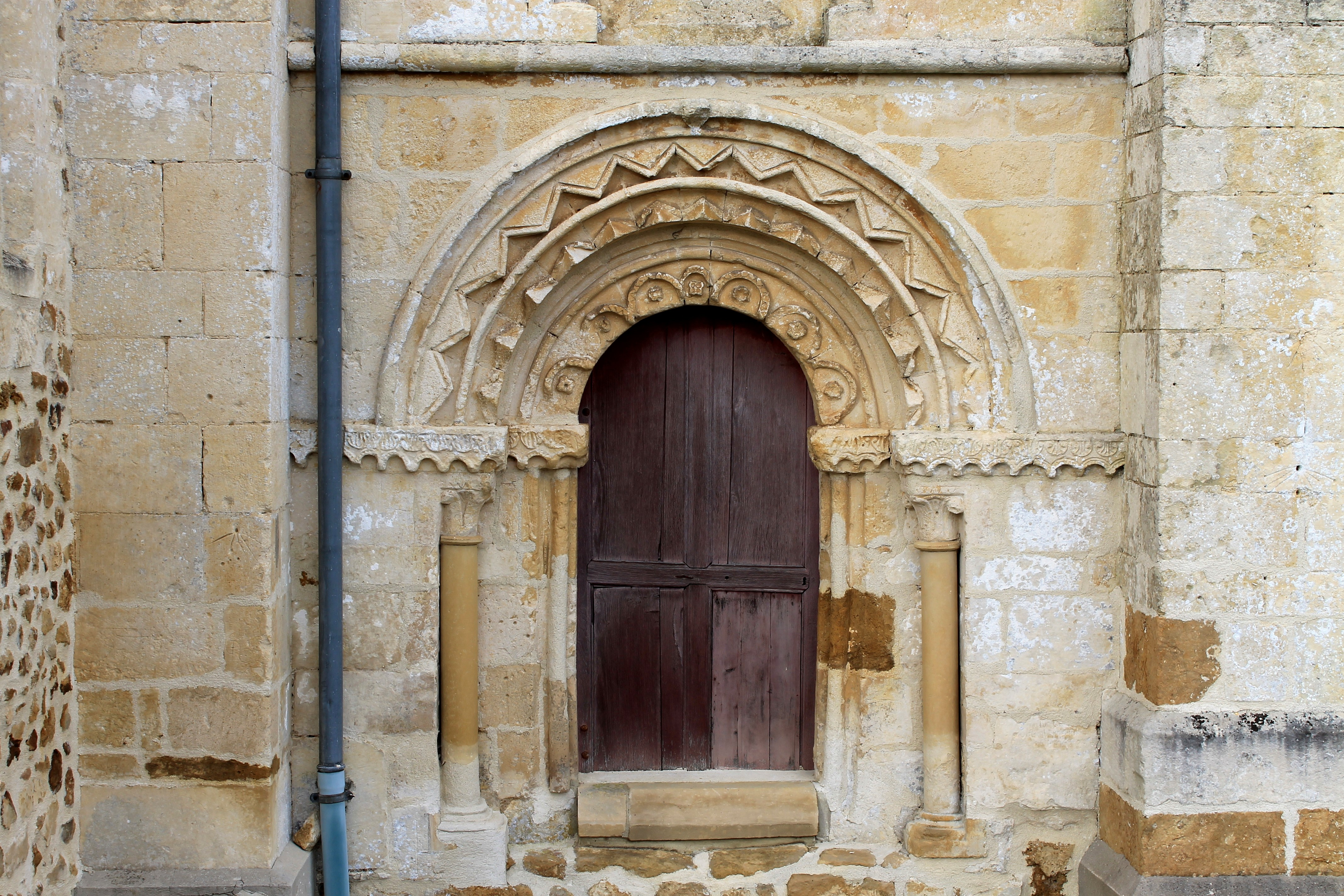
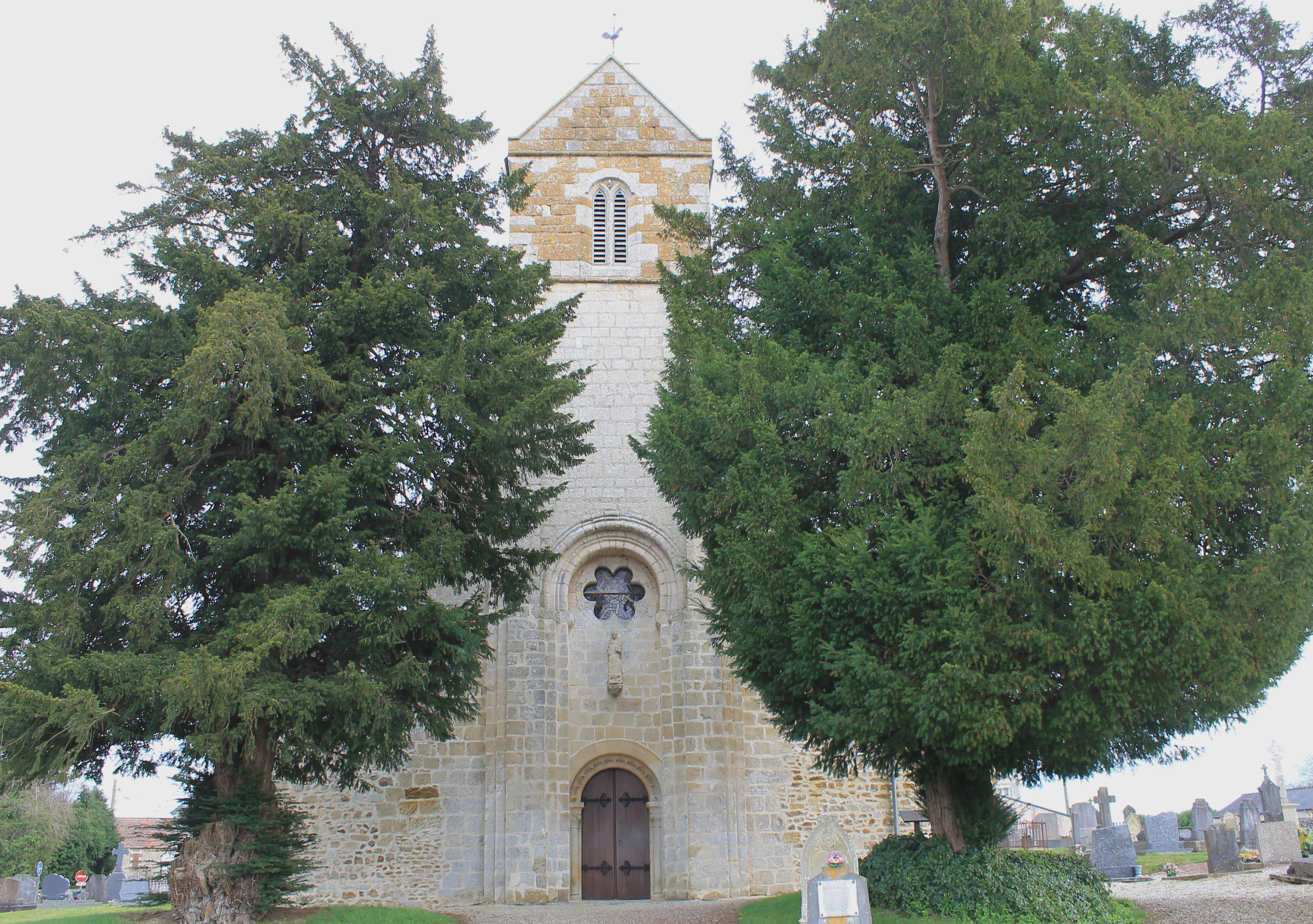
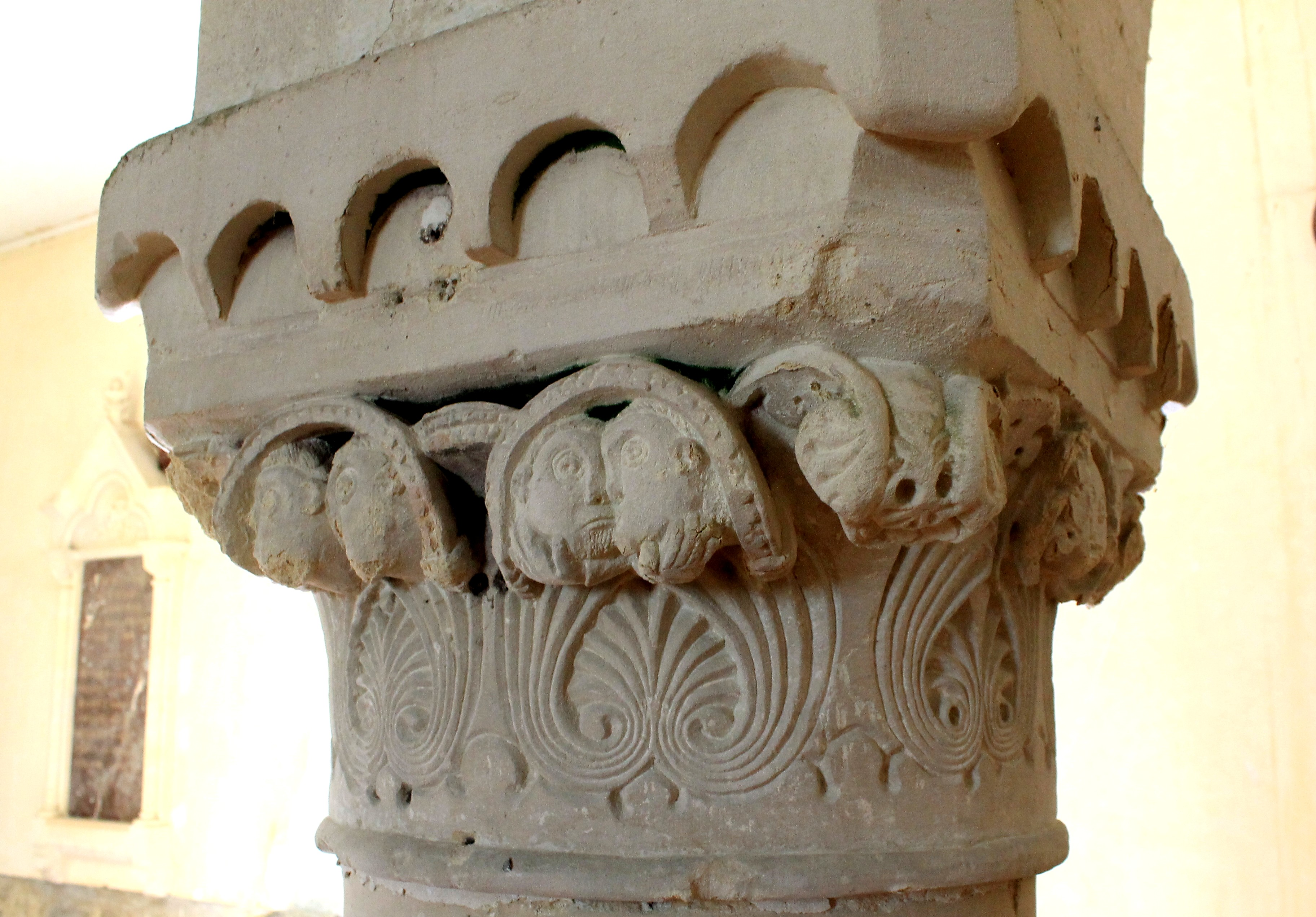
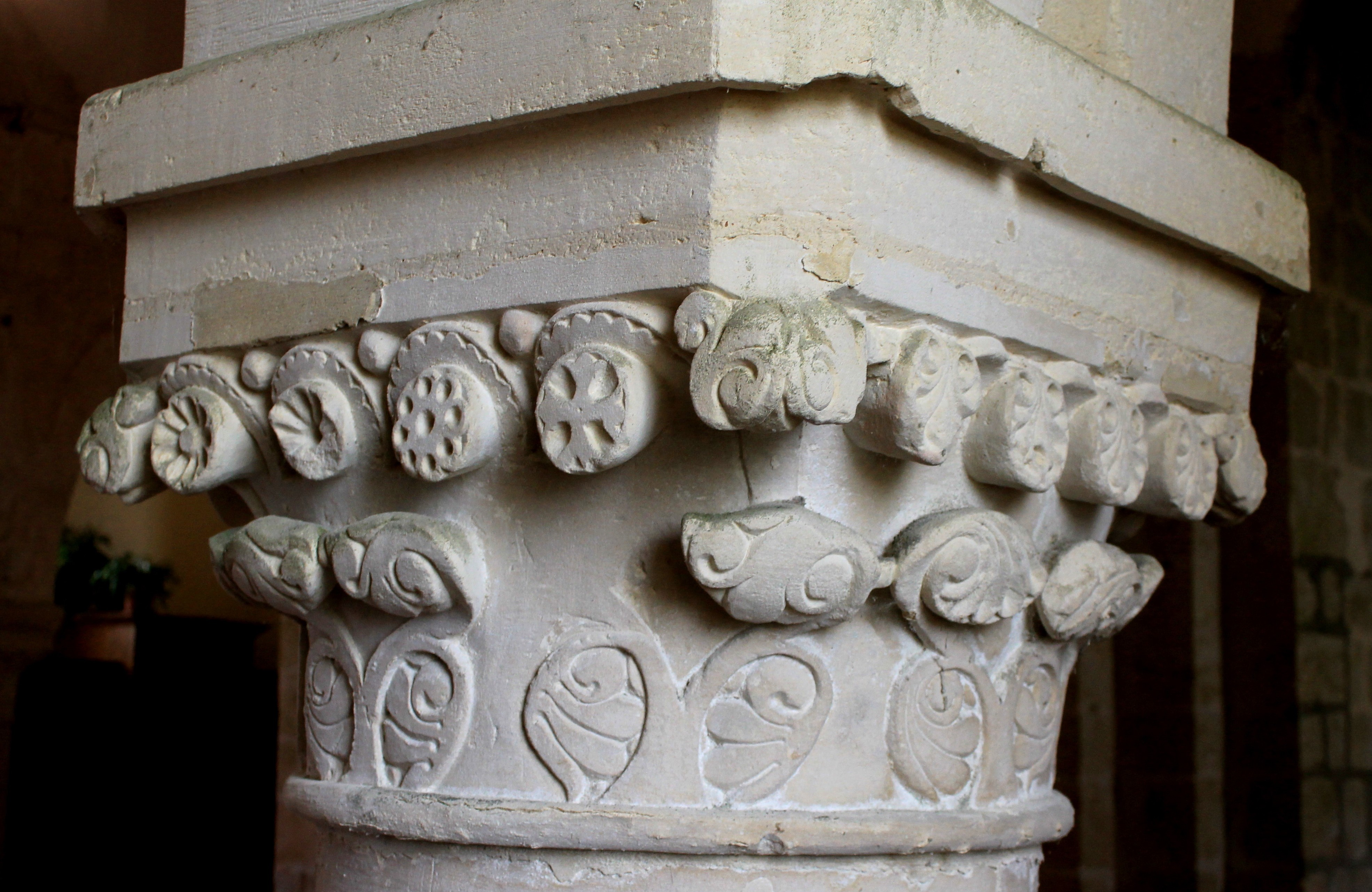